# Eugalta strigosa
Eugalta strigosa är en stekelart som beskrevs av Cameron 1899. Eugalta strigosa ingår i släktet Eugalta och familjen brokparasitsteklar. Utöver nominatformen finns också underarten E. s. rufithorax.